# Ваду Сорешти (Бузау)
Ваду Сорешти (рум. Vadu Sorești) насеље је у Румунији у округу Бузау у општини Зарнешти. Oпштина се налази на надморској висини од 208 m.

## Становништво
Према подацима из 2002. године у насељу је живело 1482 становника.

### Попис2002.
| Расподела становништва по националности 2002.‍ | Расподела становништва по националности 2002.‍ | Расподела становништва по националности 2002.‍ | Расподела становништва по националности 2002.‍ | Расподела становништва по националности 2002.‍ |
| --------------------------------------------- | --------------------------------------------- | --------------------------------------------- | --------------------------------------------- | --------------------------------------------- |
|                                               |                                               |                                               |                                               |                                               |
| Румуни                                        | Румуни                                        |                                               | 1.186                                         | 80,0%                                         |
| Роми                                          | Роми                                          |                                               | 296                                           | 20,0%                                         |